# The Roches
The Roches (Maggie, Terre en Suzzy Roche) is een vrouwelijke zanggroep bestaande uit drie Iers-Amerikaanse zussen uit Park Ridge, New Jersey. De Roches staan bekend om hun ongebruikelijke muziek en aparte songteksten.
The Roches zijn actief sinds de jaren 70 en treden met elkaar op of in duo's.

## Carrière
Eind jaren 60 ging oudste zus Margaret samen met haar jongere zus Terre van school af omdat ze wilden toeren als duo. Maggie schreef de meeste liedjes. De zussen werden door Paul Simon gevraagd als achtergrondzangeressen voor zijn album There Goes Rhymin' Simon (1973). Simon werkte later mee aan het eerste album van Maggie en Terre, Seductive Reasoning (1975). Kort daarna sloot de jongste zus Suzzy zich aan bij de twee en ze noemden zich The Roches.
Maggie Roche overleed op 21 januari 2017.

## Discografie

### Maggie & Terre Roche
- Seductive Reasoning (Columbia, 1975)
- I Gave My Love a Kerry (Earth Rock Wreckerds, 2004)

### The Roches
- The Roches (Warner, 1979)
- Nurds (Warner, 1980)
- Keep On Doing (Warner, 1982)
- Another World (Warner, 1985)
- No Trespassing (Real Live Records, 1986)
- Speak (MCA, 1990)
- We Three Kings (MCA, 1990)
- A Dove (MCA, 1992)
- Will You Be My Friend? (Baby Boom, 1994)
- Can We Go Home Now (Rykodisc, 1995)
- The Collected Works of the Roches (Rhino/Warner, 2003)
- Moonswept (429 Records, 2007)
- Rhino HiFive: The Roches (Rhino/Warner, 2007)

### Suzzy Roche
- Holy Smokes (Red House, 1997)
- Songs from an Unmarried Housewife and Mother, Greenwich Village, USA (Red House, 2000)

### Terre Roche
- The Sound of a Tree Falling (Earth Rock Wreckerds, 1998)

### Suzzy & Maggie Roche
- Zero Church (Red House, 2002)
- Why The Long Face (Red House Records, 2004)